# Monegasc
El monegasc és el dialecte lígur que es parla al Principat de Mònaco. És una llengua romànica, considerada dialecte de la llengua lígur, pròxima al dialecte genovès però amb fortes influències de l'occità provençal. Aquest dialecte estava pràcticament extingit als anys 70, però l'ensenyament obligatori a les escoles de Mònaco a partir de 1976 n'ha fet augmentar el coneixement.
Utilitza una ortografia basada en la de l'italià, amb alguns signes propis:
- La ü, que es pronuncia com la de l'alemany o la u francesa.
- La œ, que es pronuncia com aquest mateix dígraf en francès, una mena de e neutra.
- La ç, que es pronuncia com en català.

Fragment de l'himne de Mònaco:
```
Despoei tugiù sciü d'u nostru paise
Se ride au ventu, u meme pavayùn
Despoei tugiù a curù russa e gianca
E stà l'emblema, d'a nostra libertà
Grandi e i piciui, l'an sempre respetà
```

[Des de sempre, sobre el nostre país / oneja al vent el mateix pavelló. / Des de sempre, els colors vermell i blanc / són l'emblema de la nostra llibertat. / Grans i petits l'han sempre respectat]
Cal tenir en compte, però, que sembla que el lígur no és l'única llengua pròpia de Mònaco, ja que en alguns dels seus barris es parlava occità mentre que en altres es parlava monegasc. Sembla que la llengua originària seria l'occità i el lígur hi hauria arribat a través de migracions. Tot i això, actualment l'occità no té cap mena de reconeixement oficial a Mònaco.